# Liste der römisch-katholischen Bischöfe für Spanien
In der Liste der römisch-katholischen Bischöfe für Spanien finden sich alle lebenden Bischöfe Spaniens. Sie enthält sowohl Diözesanbischöfe und Weihbischöfe als auch Kurienbischöfe und Apostolische Nuntien. Ebenfalls aufgeführt sind emeritierte Bischöfe.

## Bischöfe in den spanischen Bistümern
| Kirchenprovinz         | Bistum                                | Amt und Titel                                                                       | Name                                | Amtsübernahme | Bischofsweihe | Foto                                                                                           | Bischofswappen | Bemerkungen |
| ---------------------- | ------------------------------------- | ----------------------------------------------------------------------------------- | ----------------------------------- | ------------- | ------------- | ---------------------------------------------------------------------------------------------- | -------------- | --- |
| Barcelona              | Erzbistum Barcelona                   | Erzbischof von Barcelona Kardinalpriester von Santa Croce in Gerusalemme            | Juan José Omella Omella             | 06.11.2015    | 22.09.1996    | Card. Omella (34385666133)                                                                     |                | 15.07.1996 – 29.10.1999: Weihbischof in Saragossa, Titularbischof von Sasabe 29.10.1999 – 08.04.2004: Bischof von Barbastro–Monzón 24.08.2001 – 23.10.2003: Apostolischer Administrator von Huesca 19.10.2001 – 23.10.2003: Apostolischer Administrator von Jaca 08.04.2004 – 06.11.2015: Bischof von Calahorra y La Calzada–Logroño 28.06.2017: Kardinal 03.03.2020: Präsident der Spanischen Bischofskonferenz                                                                              |
| Barcelona              | Erzbistum Barcelona                   | Weihbischof in Barcelona Titularbischof von Empúries                                | Javier Vilanova Pellisa             | 06.10.2020    | 20.12.2020    | Javier Vilanova Pellisa (cropped).jpg                                                          |                | |
| Barcelona              | Erzbistum Barcelona                   | Weihbischof in Barcelona Titularbischof von Urci                                    | David Abadías Aurín                 | 14.02.2023    | 25.03.2023    | David Abadias Aurin, 2023.jpg                                                                  |                | |
| Barcelona              | Erzbistum Barcelona                   | Erzbischof em. von Barcelona Kardinalpriester von San Sebastiano alle Catacombe     | Lluís Martínez Sistach              | 15.06.2004    | 27.12.1987    | Mons. Martinez Sistach (30277911963)                                                           |                | 06.11.1987 – 17.05.1991: Weihbischof in Barcelona, Titularbischof von Aliezira 17.05.1991 – 20.02.1997: Bischof von Tortosa 20.02.1997 – 15.06.2004: Erzbischof von Tarragona 24.11.2007: Kardinal 06.11.2015: Emeritierung |
| Barcelona              | Bistum Sant Feliu de Llobregat        | Bischof von Sant Feliu de Llobregat                                                 | Xabier Gómez García OP              | 08.10.2024    | 30.11.2024    | XavierGomez.jpg                                                                                |                | |
| Barcelona              | Bistum Sant Feliu de Llobregat        | Bischof em. von Sant Feliu de Llobregat                                             | Agustín Cortés Soriano              | 15.06.2004    | 18.04.1998    | Mons. Cortés Soriano (34385665233)                                                             |                | 20.02.1998 – 15.06.2004: Bischof von Ibiza 08.10.2024: Emeritierung |
| Barcelona              | Bistum Terrassa                       | Bischof von Terrassa                                                                | Salvador Cristau Coll               | 03.12.2021    | 26.06.2010    | Mons. Cristau Coll (34808608380)                                                               |                | 18.05.2010 – 03.12.2021: Weihbischof in Terrassa, Titularbischof von Aliezira |
| Burgos                 | Erzbistum Burgos                      | Erzbischof von Burgos                                                               | Mario Iceta Gavicagogeascoa         | 06.10.2020    | 12.04.2008    | Mons. Iceta (34385664733)                                                                      |                | 05.02.2008 – 24.08.2010: Weihbischof in Bilbao, Titularbischof von Álava 24.08.2010: Bischof von Bilbao |
| Burgos                 | Erzbistum Burgos                      | Erzbischof em. von Burgos                                                           | Francisco Gil Hellín                | 28.03.2003    | 01.06.1996    | Mons. Gil Hellin (30612837010)                                                                 |                | 03.04.1996 – 28.03.2002: Sekretär des Päpstlichen Rates für die Familie, Titularbischof von Citium 30.10.2015: Emeritierung 15.06.2018 – 16.01.2019: Apostolischer Administrator sede plena von Ciudad Rodrigo |
| Burgos                 | Erzbistum Burgos                      | Erzbischof em. von Burgos                                                           | Fidel Herráez Vegas                 | 30.10.2015    | 29.06.1996    | Mons. Herráez (34350657254)                                                                    |                | 14.05.1996 – 30.10.2015 Weihbischof in Madrid, Titularbischof von Cediae 06.10.2020: Emeritierung |
| Burgos                 | Bistum Bilbao                         | Bischof von Bilbao                                                                  | Joseba Segura Etxezarraga           | 11.05.2021    | 06.04.2019    | Mons. Segura (32620877027)                                                                     |                | 12. Februar 2019 – 11. Mai 2021 Weihbischof in Bilbao |
| Burgos                 | Bistum Osma-Soria                     | Bischof von Osma-Soria                                                              | vakant                              |               |               |                                                                                                |                | |
| Burgos                 | Bistum Palencia                       | Bischof von Palencia                                                                | Mikel Garciandía Goñi               | 31.10.2023    | 20.01.2024    | Mikel Garciandía Goñi (2019)                                                                   |                | |
| Burgos                 | Bistum Palencia                       | Bischof em. von Palencia                                                            | Manuel Herrero Fernández OSA        | 26.04.2016    | 18.06.2016    | Manuel Herrero Fernández (31116694081)                                                         |                | 31.10.2023: Emeritierung |
| Burgos                 | Bistum Vitoria                        | Bischof von Vitoria                                                                 | Juan Carlos Elizalde Espinal        | 08.01.2016    | 12.03.2016    | Mons. Elizalde (22800449618)                                                                   |                | |
| Granada                | Erzbistum Granada                     | Erzbischof von Granada                                                              | José María Gil Tamayo               | 01.02.2023    | 15.12.2018    | Mons. Gil Tamayo (44765356350)                                                                 |                | 20.11.2013 – 21.11.2018: Generalsekretär der Spanischen Bischofskonferenz 06.11.2018 – 16.07.2022: Bischof von Ávila 16.07.2022 – 01.02.2023: Koadjutorerzbischof von Granada |
| Granada                | Erzbistum Granada                     | Erzbischof em. von Granada                                                          | Francisco Javier Martínez Fernández | 15.03.2003    | 11.05.1985    | Mons. Martínez Fernández (30277912053)                                                         |                | 20.03.1985 – 15.03.1996: Weihbischof in Madrid, Titularbischof von Voli 15.03.1996 – 15.03.2003: Bischof von Córdoba 01.02.2023: Emeritierung |
| Granada                | Bistum Almería                        | Bischof von Almería                                                                 | Antonio Gómez Cantero               | 30.11.2021    | 21.01.2017    | Mons. Gómez Cantero (34808616000)                                                              |                | 17.11.2016 – 08.01.2021: Bischof von Teruel y Albarracín 08.01.2021 – 30.11.2021: Koadjutorbischof von Almería |
| Granada                | Bistum Almería                        | Bischof em. von Almería                                                             | Adolfo González Montes              | 15.04.2002    | 05.07.1997    | Mons. Gonzalez Montes (30279525684)                                                            |                | 26.05.1997 – 15.04.2002: Bischof von Ávila 30.11.2021: Emeritierung |
| Granada                | Bistum Cartagena                      | Bischof Cartagena                                                                   | José Manuel Lorca Planes            | 18.07.2009    | 06.03.2004    | Mons. Lorca Planes (30277912253)                                                               |                | 15.01.2004 – 18.07.2009: Bischof von Teruel y Albarracín |
| Granada                | Bistum Guadix                         | Bischof von Guadix                                                                  | Francisco Jesús Orozco Mengíbar     | 30.10.2018    | 22.12.2018    | Mons. Orozco (40597517033)                                                                     |                | |
| Granada                | Bistum Jaén                           | Bischof von Jaén                                                                    | Sebastián Chico Martínez            | 25.10.2021    | 11.05.2019    | Mons. Chico (47510461892)                                                                      |                | 20.02.2019 – 25.10.2021: Weihbischof in Cartagena, Titularbischof von Valliposita |
| Granada                | Bistum Jaén                           | Bischof em. von Jaén                                                                | Amadeo Rodríguez Magro              | 09.04.2016    | 31.08.2003    | Mons. RodriguezMagroAmadeo (30913891265)                                                       |                | 03.07.2003 – 09.04.2016: Bischof von Plasencia 25.10.2021: Emeritierung |
| Granada                | Bistum Jaén                           | Bischof em. von Jaén                                                                | Ramón del Hoyo López                | 19.05.2005    | 15.09.1996    | Mons. del Hoyo (30277913383)                                                                   |                | 26.06.1996 – 19.05.2005: Bischof von Cuenca 09.04.2016: Emeritierung |
| Granada                | Bistum Málaga                         | Bischof von Málaga                                                                  | José Antonio Satué Huerto           | 27.06.2025    | 18.09.2021    | José Satué, febrero de 2022.jpg                                                                |                | 16.07.2021 – 27.06.2025: Bischof von Teruel y Albarracín |
| Granada                | Bistum Málaga                         | Bischof em. von Málaga                                                              | Jesús Esteban Catalá Ibáñez         | 10.10.2008    | 11.05.1996    | Mons. Catalá (34808615650)                                                                     |                | 25.03.1996 – 27.04.1999: Weihbischof in Valencia, Titularbischof von Urusi 27.04.1999 – 10.10.2008: Bischof von Alcalá de Henares 27.06.2025: Emeritierung |
| Granada                | Bistum Málaga                         | Bischof em. von Málaga                                                              | Ramón Buxarrais Ventura             | 13.04.1973    | 03.10.1971    | Mons. Buxarrais (31016976076)                                                                  |                | 16.08.1971 – 13.04.1973: Bischof von Zamora 11.09.1991: Emeritierung |
| Madrid                 | Erzbistum Madrid                      | Erzbischof von Madrid Kardinalpriester von Santa Maria in Monserrato degli Spagnoli | José Cobo Cano                      | 12.06.2023    | 17.02.2018    | Mons. Cobo (45668871455)                                                                       |                | 29.12.2017 – 12.06.2023: Weihbischof in Madrid, Titularbischof von Beatia 30.09.2023: Kardinal |
| Madrid                 | Erzbistum Madrid                      | Weihbischof in Madrid Titularbischof von Bigastro                                   | Juan Antonio Martínez Camino SJ     | 17.11.2007    | 19.01.2008    | Mons. Martinez Camino (30279524564)                                                            |                | 18.06.2003 – 20.11.2013: Generalsekretär der Spanischen Bischofskonferenz |
| Madrid                 | Erzbistum Madrid                      | Weihbischof in Madrid Titularbischof von Valliposita                                | Vicente Martín Muño                 | 23.04.2024    | 06.07.2024    | VMartinM.jpg                                                                                   |                | |
| Madrid                 | Erzbistum Madrid                      | Weihbischof in Madrid Titularbischof von Vergi                                      | José Antonio Álvarez Sánchez        | 23.04.2024    | 06.07.2024    | JAAlvarezS.jpg                                                                                 |                | |
| Madrid                 | Erzbistum Madrid                      | Erzbischof em. von Madrid Kardinalpriester von San Lorenzo in Damaso                | Antonio María Rouco Varela          | 28.07.1994    | 31.10.1976    | Mons. Rouco Varela (30612834540)                                                               |                | 17.09.1976 – 09.05.1984: Weihbischof in Santiago de Compostela, Titularbischof von Gergis 11.06.1983 – 09.05.1984: Apostolischer Administrator von Santiago de Compostela 09.05.1984 – 28.07.1994: Erzbischof von Santiago de Compostela 02.03.1999 – 08.03.2005, 04.03.2008 – 12.03.2014: Präsident der Spanischen Bischofskonferenz 21.02.1998: Kardinal 28.08.2014: Emeritierung |
| Madrid                 | Erzbistum Madrid                      | Erzbischof em. von Madrid Kardinalpriester von Santa Maria in Trastevere            | Carlos Osoro Sierra                 | 28.08.2014    | 22.02.1997    | Mons. Osoro (30877902606)                                                                      |                | 27.12.1996 – 07.01.2002: Bischof von Orense 07.01.2002 – 08.01.2009: Erzbischof von Oviedo 23.09.2006 – 27.07.2007: Apostolischer Administrator von Santander 08.01.2009 – 21.11.2009: Apostolischer Administrator von Oviedo 08.01.2009 – 28.08.2014: Erzbischof von Valencia 12.03.2014 – 14.03.2017, seit 03.03.2020: Vizepräsident der Spanischen Bischofskonferenz 09.06.2016: Ordinarius für die Gläubigen der östlichen Riten in Spanien 19.11.2016: Kardinal 12.06.2023: Emeritierung |
| Madrid                 | Bistum Alcalá de Henares              | Bischof von Alcalá de Henares                                                       | Antonio Prieto Lucena               | 01.04.2023    | 10.06.2023    | Antonio Prieto Lucena (RPS 17-11-2023) obispo de Alcalá de Henares.png                         |                | |
| Madrid                 | Bistum Alcalá de Henares              | Bischof em. von Alcalá de Henares                                                   | Juan Antonio Reig Plà               | 07.03.2009    | 14.04.1996    | Mons. Reig Pla (35154812816)                                                                   |                | 22.02.1996 – 24.09.2005: Bischof von Segorbe–Castellón de la Plana 24.09.2005 – 07.03.2009: Bischof von Cartagena 21.09.2022: Emeritierung |
| Madrid                 | Bistum Getafe                         | Bischof von Getafe                                                                  | Ginés Ramón García Beltrán          | 03.01.2018    | 27.02.2010    | Mons. García Beltran (30279526224)                                                             |                | 03.12.2009 – 03.01.2018: Bischof von Guadix |
| Madrid                 | Bistum Getafe                         | Weihbischof in Getafe Titularbischof von Illiberi                                   | José María Avendaño Perea           | 30.09.2022    | 26.11.2022    |                                                                                                |                | |
| Madrid                 | Bistum Getafe                         | Bischof em. von Getafe                                                              | Joaquin Maria López de Andújar      | 29.10.2004    | 06.05.2001    | Mons. López de Andújar (30612836400)                                                           |                | 19.03.2001 – 29.10.2004: Weihbischof in Getafe, Titularbischof von Arcavica 03.01.2018: Emeritierung |
| Mérida-Badajoz         | Erzbistum Mérida-Badajoz              | Erzbischof von Mérida-Badajoz                                                       | José Rodríguez Carballo OFM         | 29.06.2024    | 18.05.2013    | Jose-rodriguez-carballo.jpg                                                                    |                | 06.04.2013 – 07.10.2023: Sekretär des Dikasteriums für die Institute geweihten Lebens und für die Gesellschaften apostolischen Lebens 14.09.2023 – 29.06.2024: Koadjutorerzbischof von Mérida-Badajoz |
| Mérida-Badajoz         | Erzbistum Mérida-Badajoz              | Erzbischof em. von Mérida-Badajoz                                                   | Celso Morga Iruzubieta              | 21.05.2015    | 05.02.2011    | Mons. Morga (34350652174)                                                                      |                | 29.12.2010 – 08.10.2014: Sekretär der Kongregation für den Klerus, Titularerzbischof von Alba maritima 08.10.2014 – 21.05.2015: Koadjutor von Mérida–Badajoz 29.06.2024: Emeritierung |
| Mérida-Badajoz         | Bistum Coria-Cáceres                  | Bischof von Coria-Cáceres                                                           | Jesús Pulido Arriero                | 07.12.2021    | 19.02.2022    | Jesús Pulido, febrero de 2022.jpg                                                              |                | |
| Mérida-Badajoz         | Bistum Plasencia                      | Bischof von Plasencia                                                               | Ernesto Jesús Brotóns Tena          | 16.07.2022    | 15.10.2022    | EJBrotónsT (cropped).jpg                                                                       |                | |
| Oviedo                 | Erzbistum Oviedo                      | Erzbischof von Oviedo                                                               | Jesús Sanz Montes OFM               | 21.11.2009    | 14.12.2003    | Mons. Sanz Montes (34808605000)                                                                |                | 23.10.2002 – 21.11.2009: Bischof von Huesca, Bischof von Jaca 30.01.2010 – 30.12.2010: Apostolischer Administrator von Huesca, Apostolischer Administrator von Jaca |
| Oviedo                 | Bistum León                           | Bischof von León                                                                    | Luis Ángel de las Heras Berzal CMF  | 21.10.2020    | 07.05.2016    | Mons. de las Heras (22800443728)                                                               |                | 16.03.2016 – 21.10.2020: Bischof von Mondoñedo-Ferrol |
| Oviedo                 | Bistum León                           | Bischof em. von León                                                                | Julián López Martín                 | 19.03.2002    | 25.09.1994    | Mons. Lopez Martin (34350659004)                                                               |                | 15.07.1994 – 19.03.2002: Bischof von Ciudad Rodrigo 21.10.2020: Emeritierung |
| Oviedo                 | Bistum Santander                      | Bischof von Santander                                                               | Arturo Pablo Ros Murgadas           | 31.10.2023    | 03.09.2016    | Mons. Ros (34808605680)                                                                        |                | 27.06.2016–31.10.2023 Weihbischof in Valencia, Titularbischof von Ursona |
| Oviedo                 | Bistum Santander                      | Bischof em. von Santander                                                           | Manuel Sánchez Monge                | 06.05.2015    | 23.07.2005    | Mons.Sánchez Monge (30825952471)                                                               |                | 06.06.2005 – 06.05.2015: Bischof von Mondoñedo–Ferrol 31.10.2023: Emeritierung |
| Oviedo                 | Bistum Astorga                        | Bischof von Astorga                                                                 | vakant                              |               |               |                                                                                                |                | |
| Pamplona y Tudela      | Erzbistum Pamplona y Tudela           | Erzbischof von Pamplona y Tudela                                                    | Florencio Roselló Avellanas OdeM    | 09.11.2023    | 27.01.2024    | Frosello.jpg                                                                                   |                | |
| Pamplona y Tudela      | Erzbistum Pamplona y Tudela           | Erzbischof em. von Pamplona y Tudela                                                | Francisco Pérez González            | 31.07.2007    | 06.01.1996    | Mons. Pérez González (34808598330)                                                             |                | 16.12.1995 – 30.10.2003: Bischof von Osma–Soria 30.10.2003 – 31.07.2007: Erzbischof für das Spanische Militärordinariat 09.11.2023: Emeritierung |
| Pamplona y Tudela      | Bistum Calahorra y La Calzada-Logroño | Bischof von Calahorra y La Calzada-Logroño                                          | Santos Montoya Torres               | 12.01.2022    | 17.02.2018    | Mons. Montoya (45859341534)                                                                    |                | 29.12.2017 – 12.01.2022: Weihbischof in Madrid, Titularbischof von Horta |
| Pamplona y Tudela      | Bistum Jaca                           | Bischof von Jaca                                                                    | Pedro Aguado Cuesta SP              | 29.03.2025    |               | Paguado2025.jpg                                                                                |                | |
| Pamplona y Tudela      | Bistum San Sebastián                  | Bischof von San Sebastián                                                           | Fernando Prado Ayuso CMF            | 31.10.2022    | 17.12.2022    | Fernando Prado Ayuso.jpg                                                                       |                | |
| Santiago de Compostela | Erzbistum Santiago de Compostela      | Erzbischof von Santiago de Compostela                                               | Francisco José Prieto Fernández     | 01.04.2023    | 10.04.2021    | Francisco Prieto.jpg                                                                           |                | 28.01.2021 – 01.04.2023: Weihbischof in Santiago de Compostela, Titularbischof von Vergi |
| Santiago de Compostela | Erzbistum Santiago de Compostela      | Erzbischof em. von Santiago de Compostela                                           | Julián Barrio Barrio                | 05.01.1996    | 07.02.1993    | Mons. Barrio (34385668543)                                                                     |                | 31.12.1992 – 05.01.1996: Weihbischof in Santiago de Compostela, Titularbischof von Sasabe 01.04.2023 Emeritierung |
| Santiago de Compostela | Bistum Lugo                           | Bischof von Lugo                                                                    | Alfonso Carrasco Rouco              | 30.11.2007    | 09.02.2008    | Mons. Carrasco Rouco (30612838310)                                                             |                | |
| Santiago de Compostela | Bistum Mondoñedo-Ferrol               | Bischof von Mondoñedo-Ferrol                                                        | Fernando García Cadiñanos           | 01.07.2021    | 04.09.2021    | Mons. García Cadiñanos                                                                         |                | |
| Santiago de Compostela | Bistum Orense                         | Bischof von Orense                                                                  | José Leonardo Lemos Montanet        | 16.12.2011    | 11.02.2012    | Mons. Lemos (34350654994)                                                                      |                | |
| Santiago de Compostela | Bistum Tui-Vigo                       | Bischof von Tui-Vigo                                                                | Antonio José Valín Valdés           | 25.05.2024    | 20.07.2024    | Avalin.jpg                                                                                     |                | |
| Santiago de Compostela | Bistum Tui-Vigo                       | Bischof em. von Tui-Vigo                                                            | Luis Quinteiro Fiuza                | 28.01.2010    | 19.06.1999    | Mons. Quinteiro (30913891455)                                                                  |                | 23.04.1999 – 03.08.2002: Weihbischof Santiago de Compostela, Titularbischof von Fuerteventura 03.08.2002 – 28.01.2010: Bischof von Orense 25.05.2024: Emeritierung |
| Saragossa              | Erzbistum Saragossa                   | Erzbischof von Saragossa                                                            | Carlos Manuel Escribano Subías      | 06.10.2020    | 26.09.2010    | Mons. Escribano (30877904726)                                                                  |                | 20.07.2010 – 13.05.2016: Bischof von Teruel y Albarracín 13.05.2016: Bischof von Calahorra y La Calzada-Logroño |
| Saragossa              | Erzbistum Saragossa                   | Erzbischof em. von Saragossa                                                        | Manuel Ureña Pastor                 | 02.04.2005    | 11.09.1988    | Mons. Ureña (30612833880)                                                                      |                | 08.07.1988 – 23.07.1991: Bischof von Ibiza 23.07.1991 – 01.07.1991: Bischof von Alcalá de Henares 01.07.1998 – 02.04.2005: Bischof von Cartagena 12.12.2010: Emeritierung |
| Saragossa              | Erzbistum Saragossa                   | Erzbischof em. von Saragossa                                                        | Vicente Jiménez Zamora              | 12.12.2014    | 17.07.2004    | Mons. Jiménez Zamora (35029898002)                                                             |                | 21.05.2004 – 27.07.2007: Bischof von Osma–Soria 27.07.2007 – 12.12.2014: Bischof von Santander 06.10.2020: Emeritierung |
| Saragossa              | Bistum Barbastro-Monzón               | Bischof von Barbastro-Monzón                                                        | Ángel Javier Pérez Pueyo            | 27.12.2014    | 22.02.2015    | Mons. Pérez Pueyo (34808600110)                                                                |                | |
| Saragossa              | Bistum Huesca                         | Bischof von Huesca                                                                  | Pedro Aguado Cuesta SP              | 29.03.2025    |               | Paguado2025.jpg                                                                                |                | |
| Saragossa              | Bistum Tarazona                       | Bischof von Tarazona                                                                | Vicente Rebollo Mozos               | 28.06.2022    | 17.09.2022    | Vicente Rebollo Mozos, 2022.jpg                                                                |                | |
| Saragossa              | Bistum Tarazona                       | Bischof em. von Tarazona                                                            | Eusebio Hernández Sola OAR          | 29.01.2011    | 19.03.2011    | Mons. Hernández Sola (34808613740)                                                             |                | 28.06.2022: Emeritierung |
| Saragossa              | Bistum Teruel y Albarracín            | Bischof von Teruel y Albarracín                                                     | vakant                              |               |               |                                                                                                |                | |
| Sevilla                | Erzbistum Sevilla                     | Erzbischof von Sevilla                                                              | Josep Ángel Sáiz Meneses            | 17.04.2021    | 15.12.2001    | Mons. Saiz Meneses (34385662593)                                                               |                | 30.10.2001 – 15.06.2004: Weihbischof in Barcelona, Titularbischof von Selemselae 15.06.2004 – 17.04.2021: Bischof von Terrassa |
| Sevilla                | Erzbistum Sevilla                     | Weihbischof in Sevilla Titularbischof von Mentesa                                   | Teodoro León Muñoz                  | 01.04.2023    | 27.05.2023    | Teodoro León Muñoz, 2023.jpg                                                                   |                | |
| Sevilla                | Erzbistum Sevilla                     | Weihbischof in Sevilla Titularbischof von Egabro                                    | Ramón Darío Valdivia Jiménez        | 01.04.2023    | 27.05.2023    | Ramón Valdivia Giménez, 2023.jpg                                                               |                | |
| Sevilla                | Erzbistum Sevilla                     | Erzbischof em. von Sevilla                                                          | Juan José Asenjo Pelegrina          | 05.11.2009    | 20.04.1997    | Mons. Asenjo Pelegrina (34350653834)                                                           |                | 27.02.1997 – 28.07.2003: Weihbischof in Toledo, Titularbischof von Iziriana 1998 – 18.06.2003: Generalsekretär der Spanischen Bischofskonferenz 28.07.2003 – 13.11.2008: Bischof von Córdoba 13.11.2008 – 05.11.2009: Koadjutor-Erzbischof von Sevilla 13.11.2008 – 18.02.2010: Apostolischer Administrator von Córdoba 17.04.2021: Emeritierung |
| Sevilla                | Bistum Cádiz y Ceuta                  | Bischof von Cádiz y Ceuta                                                           | Rafael Zornoza Boy                  | 30.08.2011    | 05.02.2006    | Mons. Zornoza (30825953321)                                                                    |                | 13.12.2005 – 30.08.2011: Weihbischof in Getafe, Titularbischof von Mentesa |
| Sevilla                | Bistum Islas Canarias                 | Bischof der Kanarischen Inseln                                                      | José Mazuelos Pérez                 | 06.07.2020    | 06.06.2009    | Mons. Mazuelos (30279524324)                                                                   |                | 19.03.2009 – 06.07.2020: Bischof von Jerez de la Frontera |
| Sevilla                | Bistum Islas Canarias                 | Weihbischof auf den Kanarischen Inseln Titularbischof von Aliezira                  | Cristóbal Déniz Hernández           | 16.02.2022    | 26.03.2022    | Retrato de Cristóbal Déniz Hernández.jpg                                                       |                | |
| Sevilla                | Bistum Islas Canarias                 | Bischof em. der Kanarischen Inseln                                                  | Francisco Cases Andreu              | 26.11.2005    | 10.04.1994    | Mons. Cases (35064666701)                                                                      |                | 22.02.1994 – 26.06.1996: Weihbischof in Orihuela–Alicante, Titularbischof von Timici 26.06.1996 – 26.11.2005: Bischof von Albacete 06.07.2020: Emeritierung |
| Sevilla                | Bistum Córdoba                        | Bischof von Córdoba                                                                 | Jesús Fernández González            | 27.03.2025    | 08.02.2014    | Mons. Jesús Fernández González (34808600970)                                                   |                | 10.12.2013 – 08.06.2020: Weihbischof in Santiago de Compostela, 08.06.2020 – 27.03.2025 Bischof von Astorga |
| Sevilla                | Bistum Córdoba                        | Bischof em. von Córdoba                                                             | Demetrio Fernández González         | 18.02.2010    | 09.01.2005    | Mons. Demetrio Fernández González (34808601940)                                                |                | 09.12.2004 – 18.02.2010: Bischof von Tarazona, 27.03.2025 emeritiert |
| Sevilla                | Bistum Huelva                         | Bischof von Huelva                                                                  | Santiago Gómez Sierra               | 15.06.2020    | 26.02.2011    | Mons. Gómez Sierra (34808603520)                                                               |                | 18.12.2010 – 15.06.2020: Weihbischof in Sevilla, Titularbischof von Vergi |
| Sevilla                | Bistum Huelva                         | Bischof em. von Huelva                                                              | José Vilaplana Blasco               | 17.07.2006    | 27.12.1984    | Mons. Vilaplana Blasco (30612833590)                                                           |                | 20.11.1984 – 23.08.1991: Weihbischof in Valencia, Titularbischof von Bladia 23.08.1991 – 17.07.2006: Bischof von Santander 15.06.2020: Emeritierung |
| Sevilla                | Bistum Asidonia-Jerez                 | Bischof von Asidonia-Jerez                                                          | José Rico Pavés                     | 09.06.2021    | 21.09.2012    | Mons. Rico Paves (34350651384)                                                                 |                | |
| Sevilla                | Bistum San Cristóbal de La Laguna     | Bischof von San Cristóbal de La Laguna                                              | Eloy Alberto Santiago Santiago      | 24.02.2025    | 01.05.2025    | EAlberto2025.jpg                                                                               |                | |
| Sevilla                | Bistum San Cristóbal de La Laguna     | Bischof em. von San Cristóbal de La Laguna                                          | Bernardo Álvarez Afonso             | 29.06.2005    | 04.09.2005    | Mons. Álvarez Alfonso (34385664973)                                                            |                | 16.09.2024: Emeritierung |
| Tarragona              | Erzbistum Tarragona                   | Erzbischof von Tarragona                                                            | Joan Planellas i Barnosell          | 04.05.2019    | 08.06.2019    | Roda de premsa de presentació de Joan Planellas com a nou arquebisbe de Tarragona 04 (cropped) |                | |
| Tarragona              | Erzbistum Tarragona                   | Erzbischof em. von Tarragona                                                        | Jaume Pujol Balcells                | 15.06.2004    | 19.09.2004    | Mons. Pujol (34350649844)                                                                      |                | 04.05.2019: Emeritierung |
| Tarragona              | Bistum Girona                         | Bischof von Girona                                                                  | Octavi Vilà Mayo OCist              | 29.02.2024    | 21.04.2024    |                                                                                                |                | |
| Tarragona              | Bistum Lleida                         | Bischof von Lleida                                                                  | Salvador Giménez Valls              | 28.07.2015    | 02.07.2005    | Mons. Giménez Valls (34808602790)                                                              |                | 11.05.2005 – 21.05.2009: Weihbischof in Valencia, Titularbischof von Abula 21.09.2008 – 21.05.2009: Apostolischer Administrator von Menorca 21.05.2009 – 28.07.2015: Bischof von Menorca |
| Tarragona              | Bistum Lleida                         | Bischof em. von Lleida                                                              | Juan Piris Frígola                  | 16.07.2008    | 28.04.2001    | Mons. Piris (35064667551)                                                                      |                | 01.03.2001 – 16.07.2008: Bischof von Menorca 28.07.2015: Emeritierung |
| Tarragona              | Bistum Solsona                        | Bischof von Solsona                                                                 | Francisco Simón Conesa Ferrer       | 03.01.2022    | 07.01.2017    | Mons. Conesa (34808613980)                                                                     |                | 27.10.2016 – 03.01.2022: Bischof von Menorca |
| Tarragona              | Bistum Solsona                        | Bischof em. von Solsona                                                             | Xavier Novell Gomà                  | 03.11.2010    | 12.12.2010    | Bisbe Novell (35154805786)                                                                     |                | 23.08.2021: Emeritierung |
| Tarragona              | Bistum Tortosa                        | Bischof von Tortosa                                                                 | Sergi Gordo Rodríguez               | 13.07.2023    | 09.09.2017    | Mons. Gordo (38732479135)                                                                      |                | 17.06.2017 Weihbischof in Barcelona und Titularbischof von Cenae |
| Tarragona              | Bistum Urgell                         | Bischof von Urgell                                                                  | Josep-Lluís Serrano Pentinat        | 31.05.2025    | 21.09.2024    | JLSerranoP.jpg                                                                                 |                | 12.07.2024–31.05.2025: Koadjutorbischof von Urgell seit 2025: Kofürst von Andorra |
| Tarragona              | Bistum Urgell                         | Bischof em. von Urgell Erzbischof ad personam                                       | Joan Enric Vives i Sicília          | 12.05.2003    | 05.09.1993    | Mons. Vives (30612833490)                                                                      |                | 06.09.1993 – 25.06.2001: Weihbischof in Barcelona, Titularbischof von Nin 25.06.2001 – 12.05.2003: Koadjutorbischof von Urgell 2010.03.19: Erzbischof ad personam 2003–2025: Kofürst von Andorra |
| Tarragona              | Bistum Vic                            | Bischof von Vic                                                                     | Román Casanova Casanova             | 13.06.2003    | 14.09.2003    | Mons. Casanova (35195271335)                                                                   |                | |
| Toledo                 | Erzbistum Toledo                      | Erzbischof von Toledo                                                               | Francisco Cerro Chaves              | 27.12.2019    | 02.09.2007    | Mons. Cerro Chaves (34808602300)                                                               |                | 21.06.2007 – 27.12.2019: Bischof von Coria–Cáceres |
| Toledo                 | Erzbistum Toledo                      | Weihbischof in Toledo Titularbischof von Scebatiana                                 | Francisco César García Magán        | 15.11.2021    | 15.01.2022    | César García Magán, 2022.jpg                                                                   |                | |
| Toledo                 | Erzbistum Toledo                      | Erzbischof em. von Toledo                                                           | Braulio Rodríguez Plaza             | 16.04.2009    | 20.12.1987    | Mons. Rodríguez Plaza (34385664723)                                                            |                | 06.11.1987 – 12.05.1995: Bischof von Osma–Soria 12.05.1995 – 28.08.2002: Bischof von Salamanca 28.08.2002 – 16.04.2009: Erzbischof von Valladolid 27.12.2019: Emeritierung |
| Toledo                 | Bistum Albacete                       | Bischof von Albacete                                                                | Ángel Román Idígoras                | 06.03.2025    | 03.05.2025    | ARoman2025.jpg                                                                                 |                | |
| Toledo                 | Bistum Albacete                       | Bischof em. von Albacete                                                            | Ángel Fernández Collado             | 25.09.2018    | 15.09.2013    | Mons. Fernández Collado (34808614950)                                                          |                | 28.06.2013 – 25.09.2018: Weihbischof in Toledo, Titularbischof von Iliturgi 09.04.2024: Emeritierung |
| Toledo                 | Bistum Albacete                       | Bischof em. von Albacete                                                            | Ciriaco Benavente Mateos            | 16.10.2006    | 22.03.1992    | Mons. Benavente Mateos (34385664323)                                                           |                | 17.01.1992 – 16.10.2006: Bischof von Coria-Cáceres 25.09.2018: Emeritierung |
| Toledo                 | Bistum Ciudad Real                    | Bischof von Ciudad Real                                                             | Abilio Martínez Varea               | 09.07.2025    | 11.03.2017    | Mons. Martínez Varea (34475536850)                                                             |                | 05.01.2017 – 09.07.2025: Bischof von Osma-Soria |
| Toledo                 | Bistum Ciudad Real                    | Bischof em. von Ciudad Real                                                         | Gerardo Melgar Viciosa              | 08.04.2016    | 06.07.2008    | Mons. Melgar Viciosa (34385668753)                                                             |                | 21.01.2006 – 24.06.2006: Apostolischer Administrator von Palencia 01.05.2008 – 08.04.2016: Bischof von Osma-Soria 09.07.2025: Emeritierung |
| Toledo                 | Bistum Cuenca                         | Bischof von Cuenca                                                                  | José María Yanguas Sanz             | 23.12.2005    | 25.02.2006    | Mons. Yanguas (30612833370)                                                                    |                | |
| Toledo                 | Bistum Sigüenza-Guadalajara           | Bischof von Sigüenza-Guadalajara                                                    | Julián Ruiz Martorell               | 31.10.2023    | 05.03.2011    | Mons. Ruiz Martorell (35064666171)                                                             |                | 30.12.2010–31.10.2023 In persona episcopi Bischof von Huesca und Jaca |
| Toledo                 | Bistum Sigüenza-Guadalajara           | Bischof em. von Sigüenza-Guadalajara                                                | Atilano Rodríguez Martínez          | 02.02.2011    | 18.02.1996    | Mons. Rodríguez Martínez (34350650174)                                                         |                | 05.01.1996 – 26.02.2003: Weihbischof in Oviedo, Titularbischof von Horæa 26.02.2003 – 02.02.2011: Bischof von Ciudad Rodrigo 31.10.2023: Emeritierung |
| Toledo                 | Bistum Sigüenza-Guadalajara           | Bischof em. von Sigüenza-Guadalajara                                                | José Sánchez González               | 11.09.1991    | 19.03.1980    | Mons.Sánchez González (35154806806)                                                            |                | 15.01.1980 – 11.09.1991 Weihbischof in Oviedo, Titularbischof von Rubicón 1993–1998: Generalsekretär der Spanischen Bischofskonferenz 02.02.2011: Emeritierung |
| Valencia               | Erzbistum Valencia                    | Erzbischof von Valencia                                                             | Enrique Benavent Vidal              | 10.10.2022    | 01.08.2005    | Mons. Benavent (34808614160)                                                                   |                | 08.11.2004 – 17.05.2013: Weihbischof in Valencia, Titularbischof von Rotdon 17.05.2013 – 10.10.2022: Bischof von Tortosa |
| Valencia               | Erzbistum Valencia                    | Erzbischof em. von Valencia Kardinalpriester von San Pancrazio                      | Antonio Kardinal Cañizares Llovera  | 28.08.2014    | 25.04.1992    | Card. Canizares (30279529724)                                                                  |                | 06.03.1992 – 10.12.1996: Bischof von Ávila 10.12.1996 – 24.10.2002: Erzbischof von Granada 24.10.2002 – 09.12.2008: Erzbischof von Toledo 08.03.2005 – 04.03.2008: Vizepräsident der Spanischen Bischofskonferenz 24.03.2006: Kardinal 09.12.2008 – 28.08.2014: Präfekt der Kongregation für den Gottesdienst und die Sakramentenlehre 14.03.2017 – 03.03.2020: Vizepräsident der Spanischen Bischofskonferenz 10.10.2022: Emeritierung                                                       |
| Valencia               | Erzbistum Valencia                    | Weihbischof em. in Valencia Titularbischof von Forum Clodii                         | Javier Salinas Viñals               | 08.09.2016    | 06.09.1992    | Mons. Salinas Viñals (34385663423)                                                             |                | 26.05.1992 – 05.09.1997: Bischof von Ibiza 05.09.1997 – 16.11.2012: Bischof von Tortosa 08.03.2007 – 16.07.2008: Apostolischer Administrator von Lleida 16.11.2012 – 08.09.2016: Bischof von Mallorca 13.02.2023: Emeritierung |
| Valencia               | Bistum Ibiza                          | Bischof von Ibiza                                                                   | Vicente Ribas Prats                 | 13.10.2021    | 04.12.2021    | Vicente Ribas, febrero de 2022.jpg                                                             |                | |
| Valencia               | Bistum Mallorca                       | Bischof von Mallorca                                                                | Sebastià Taltavull i Anglada        | 19.09.2017    | 21.03.2009    | Mons. Taltavull (34808601200)                                                                  |                | 28.01.2009 – 19.09.2017: Weihbischof in Barcelona, Titularbischof von Gabi 08.09.2016 – 19.09.2017: Apostolischer Administrator von Mallorca |
| Valencia               | Bistum Menorca                        | Bischof von Menorca                                                                 | Gerardo Villalonga Hellín           | 14.02.2023    | 22.04.2023    | VillalongaHellin2023.jpg                                                                       |                | |
| Valencia               | Bistum Orihuela-Alicante              | Bischof von Orihuela-Alicante                                                       | José Ignacio Munilla Aguirre        | 07.12.2021    | 10.09.2006    | Mons.Munilla (30612833130)                                                                     |                | 24.06.2006 – 21.11.2009: Bischof von Palencia 2009 – 2021: Bischof von San Sebastián |
| Valencia               | Bistum Orihuela-Alicante              | Bischof em. von Orihuela-Alicante                                                   | Jesús Murgui Soriano                | 27.07.2012    | 11.05.1996    | Mons. Murgui (35195271525)                                                                     |                | 25.03.1996 – 27.12.2003: Weihbischof in Valencia, Titularbischof von Lete 1999 – 01.03.2001: Apostolischer Administrator von Menorca 27.12.2003 – 27.07.2012: Bischof von Mallorca |
| Valencia               | Bistum Orihuela-Alicante              | Bischof em. von Orihuela-Alicante                                                   | Victorio Oliver Domingo             | 22.02.1996    | 12.10.1972    | Mons. Oliver (30877902746)                                                                     |                | 05.09.1972 – 20.12.1976: Weihbischof in Madrid, Titularbischof von Limisa 20.12.1976 – 27.05.1981: Bischof von Tarazona 27.05.1981 – 22.02.1996: Bischof von Albacete 26.11.2005: Emeritierung |
| Valencia               | Bistum Segorbe-Castellón de la Plana  | Bischof von Segorbe-Castellón de la Plana                                           | Casimiro López Llorente             | 25.04.2006    | 25.03.2001    | Mons. Lopez Llorente (30277912283)                                                             |                | 02.02.2001 – 25.04.2006: Bischof von Zamora |
| Valladolid             | Erzbistum Valladolid                  | Erzbischof von Valladolid                                                           | Luis Javier Argüello García         | 17.06.2022    | 03.06.2016    | Mons. Argüello (35064663821)                                                                   |                | 14.04.2016 – 17.06.2022: Weihbischof in Valladolid, Titularbischof von Ipagro Seit 21.11.2018: Generalsekretär der Spanischen Bischofskonferenz |
| Valladolid             | Erzbistum Valladolid                  | Erzbischof em. von Valladolid Kardinalpriester von Santa Maria in Vallicella        | Ricardo Kardinal Blázquez Pérez     | 13.03.2010    | 29.05.1988    | Card. Blázquez (34808616450)                                                                   |                | 08.04.1988 – 26.05.1992: Weihbischof in Santiago de Compostela, Titularbischof von Germa in Galatia 26.05.1992 – 08.09.1995: Bischof von Palencia 08.09.1995 – 13.03.2010: Bischof von Bilbao 08.03.2005 – 04.03.2008: Präsident der Spanischen Bischofskonferenz 04.03.2008 – 12.03.2014: Vizepräsident der Spanischen Bischofskonferenz 12.03.2014 – 03.03.2020: Präsident der Spanischen Bischofskonferenz 14.02.2015: Kardinal 17.06.2022: Emeritierung                                   |
| Valladolid             | Bistum Ávila                          | Bischof von Ávila                                                                   | Jesús Rico García                   | 29.05.2023    | 15.07.2023    | Jesús Rico García, 2023.jpg                                                                    |                | |
| Valladolid             | Bistum Ávila                          | Bischof em. von Ávila                                                               | Jesús García Burillo                | 09.01.2003    | 19.09.1998    | Mons. García Burillo (30279526204)                                                             |                | 19.06.1998 – 09.01.2003: Weihbischof in Orihuela–Alicante, Titularbischof von Basti 06.11.2018: Emeritierung 16.01.2019 – 15.11.2021: Apostolischer Administrator von Ciudad Rodrigo |
| Valladolid             | Bistum Ciudad Rodrigo                 | Bischof von Ciudad Rodrigo                                                          | José Luis Retana Gozalo             | 15.11.2021    | 24.06.2017    | Mons. Retana (34822114306)                                                                     |                | 09.03.2017 – 15.11.2021: Bischof von Plasencia seit 15.11.2021 in persona Episcopi Bischof von Salamanca |
| Valladolid             | Bistum Ciudad Rodrigo                 | Bischof em. Ciudad Rodrigo                                                          | Cecilio Raúl Berzosa Martínez       | 02.02.2011    | 14.05.2005    | Mons. Berzosa (30279528504)                                                                    |                | 22.03.2005 – 02.02.2011: Weihbischof in Oviedo, Titularbischof von Arcavica 16.01.2019: Emeritierung |
| Valladolid             | Bistum Salamanca                      | Bischof von Salamanca                                                               | José Luis Retana Gozalo             | 15.11.2021    | 24.06.2017    | Mons. Retana (34822114306)                                                                     |                | 09.03.2017 – 15.11.2021: Bischof von Plasencia seit 15.11.2021 in persona Episcopi Bischof von Ciudad Rodrigo |
| Valladolid             | Bistum Salamanca                      | Bischof em. von Salamanca                                                           | Carlos López Hernández              | 09.01.2003    | 15.05.1994    | Mons. López Hernández (30279524894)                                                            |                | 15.03.1994 – 09.01.2003: Bischof von Plasencia 15.11.2021: Emeritierung |
| Valladolid             | Bistum Segovia                        | Bischof von Segovia                                                                 | Jesús Vidal Chamorro                | 03.12.2024    | 17.02.2018    | Mons. Vidal Chamorro (46674840311)                                                             |                | 29.12.2017 – 03.12.2024 Titularbischof von Elepla und Weihbischof in Madrid |
| Valladolid             | Bistum Segovia                        | Bischof em. von Segovia                                                             | César Augusto Franco Martínez       | 12.11.2014    | 29.06.1996    | Mons. Franco Martínez (35064666661)                                                            |                | 14.05.1996 – 12.11.2014: Weihbischof in Madrid, Titularbischof von Ursona, Emeritierung 03.12.2024 |
| Valladolid             | Bistum Segovia                        | Bischof em. von Segovia                                                             | Ángel Rubio Castro                  | 03.11.2007    | 12.12.2004    | Mons. Rubio (30877902316)                                                                      |                | 21.10.2004 – 03.11.2007: Weihbischof in Toledo, Titularbischof von Vergi 12.11.2014: Emeritierung |
| Valladolid             | Bistum Zamora                         | Bischof von Zamora                                                                  | Fernando Valera Sánchez             | 30.10.2020    | 12.12.2020    | Fernando Valera, febrero de 2022.jpg                                                           |                | |
| Immediat               | Spanisches Militärordinariat          | Erzbischof für das Spanische Militärordinariat                                      | Juan Antonio Aznárez Cobo           | 15.11.2021    | 09.09.2012    | Mons. Aznárez (35195274115)                                                                    |                | 09.06.2012 – 15.11.2021: Weihbischof in Pamplona y Tudela, Titularbischof von Bisuldino |

## Spanische Kurienbischöfe
| Amt und Titel                                                                                            | Name                                     | Amtsübernahme | Bischofsweihe | Bemerkungen |
| --- | ---------------------------------------- | ------------- | ------------- | --- |
| Kardinalpriester pro hac vice von San Eugenio                                                            | Julián Herranz Casado                    | emeritiert    | 06.01.1991    | Kardinalpriester pro hac vice von San Eugenio 12. Juni 2014 Kardinaldiakon von San Eugenio 21. Oktober 2003 Präsident des Päpstlichen Rates für die Gesetzestexte 1994–2007 Sekretär des Päpstlichen Rates für die Gesetzestexte 1983–1994                                          |
| Kardinalpriester von San Ponziano                                                                        | Santos Abril y Castelló                  | emeritiert    | 16.06.1985    | emeritiert 28. Dezember 2016 Kardinal 18. Februar 2012 Erzpriester der Patriarchalbasilika Santa Maria Maggiore 2011–2016 |
| Kardinaldiakon von Sant’Ignazio di Loyola in Campo Marzio                                                | Luis Francisco Ladaria Ferrer SJ         | emeritiert    | 26.07.2008    | Kardinal 28. Juni 2018 emeritiert 15. September 2023 Sekretär der Kongregation für die Glaubenslehre 2008–2017 Präfekt der Kongregation für die Glaubenslehre 2017–2023 |
| Kardinaldiakon von Santa Maria della Mercede e Sant’Adriano a Villa Albani                               | Fernando Vérgez Alzaga LC                | emeritiert    | 15.11.2013    | Kardinal 27. August 2022 30.08.2021–08.09.2021: Generalsekretär des Governatorats der Vatikanstadt, Titularbischof von Villamagna in Proconsulari 08.09.2021–01.03.2025: Präsident des Governatorats der Vatikanstadt und der Päpstlichen Kommission für den Staat der Vatikanstadt |
| Dekan der Römischen Rota Titularerzbischof von Bisaldino                                                 | Alejandro Arellano Cedillo CORC          | 02.02.2023    | 25.03.2025    | |
| Titularbischof von Aufinium                                                                              | José Luis Redrado Marchite OH            | emeritiert    | 06.01.1999    | emeritiert 19. März 2011 Sekretär des Päpstlichen Rates für die Pastoral im Krankendienst 1986–2011 |
| Sekretär des Päpstlichen Rates für die Gesetzestexte Titularbischof von Civitate                         | Juan Ignacio Arrieta Ochoa de Chinchetru | 15.02.2007    | 01.05.2008    | |
| Titularbischof von Thapsus                                                                               | Ignacio Carrasco de Paula                | emeritiert    | 09.10.2010    | emeritiert 15. August 2016 Präsident der Päpstlichen Akademie für das Leben 2010–2016 Kanzler der Päpstlichen Akademie für das Leben 2005–2010 |
| Untersekretär der Bischofssynode Titularbischof von Suliana                                              | Luis Marín de San Martín OSA             | 26.02.2021    | 11.04.2021    | |
| Untersekretär der Kongregation für den Gottesdienst und die Sakramentenordnung Titularbischof von Rotdon | Aurelio García Macías                    | 27.05.2021    | 11.07.2021    | |

## Apostolische Nuntien
| Amt und Titel | Name                              | Amtsübernahme | Bischofsweihe | Bemerkungen |
| --- | --------------------------------- | ------------- | ------------- | --- |
| Titularerzbischof von Penafiel | Francisco-Javier Lozano Sebastián | emeritiert    | 25.07.1994    | em. 5. Dezember 2015 zuletzt Apostolischer Nuntius in Rumänien und Moldawien |
| Apostolischer Nuntius in Österreich Titularerzbischof von Acropolis | Pedro López Quintana              | 04.03.2019    | 06.01.2003    | 08.02.2003–10.12.2009: Apostolischer Nuntius in Indien in Nepal 10.12.2009–28.09.2013: Apostolischer Nuntius in Kanada 08.03.2014–04.03.2019: Apostolischer Nuntius in Estland, Lettland und Litauen |
| Apostolischer Nuntius in Ecuador Titularerzbischof von Elo | Andrés Carrascosa Coso            | 22.06.2017    | 07.10.2004    | 31.07.2004–12.01.2009: Apostolischer Nuntius in der Republik Kongo und in Gabun 12.01.2009–22.06.2017: Apostolischer Nuntius in Panama                                                               |
| Apostolischer Nuntius in Großbritannien Titularerzbischof von Italica | Miguel Maury Buendía              | 13.04.2023    | 12.06.2008    | 19.05.2008–05.12.2015: Apostolischer Nuntius in Kasachstan, Kirgisistan und Tadschikistan 05.12.2015–13.03.2023: Apostolischer Nuntius in Rumänien und Moldawien                                     |
| Apostolischer Nuntius in Venezuela Titularerzbischof von Midila | Alberto Ortega Martín             | 14.05.2024    | 10.10.2015    | 01.08.2015–07.10.2019: Apostolischer Nuntius im Irak und Jordanien 07.10.2019 – 14.05.2024: Apostolischer Nuntius in Chile                                                                           |
| Apostolischer Nuntius in Antigua und Barbuda, Belize, Grenada, Guyana, Saint Kitts und Nevis, Saint Vincent und die Grenadinen, Suriname, Trinidad und Tobago und Apostolischer Delegat für die Antillen Titularerzbischof von Gabala | Santiago de Wit Guzmán            | 30.07.2022    | 10.06.2017    | 21.03.2017 – 30.07.2022: Apostolischer Nuntius in der Zentralafrikanischen Republik 25.03.2017 – 30.07.2022: Apostolischer Nuntius im Tschad                                                         |
| Apostolischer Nuntius in Mosambik Titularerzbischof pro hac vice von Nasai | Luís Miguel Muñoz Cárdaba         | 23.01.2024    | 25.07.2020    | 31.03.2020 – 23.01.2024: Apostolischer Nuntius im Sudan und in Eritrea |